# New Kids on the Blecch
New Kids on the Blecch, titulado Los nuevos chicos del ¡puaf! en España e Ídolos en Hispanoamérica, es un episodio perteneciente a la duodécima temporada de la serie animada Los Simpson, estrenado en Estados Unidos por la cadena FOX el 25 de febrero de 2001 y el 7 de octubre de 2001 en Hispanoamérica. Fue escrito por Tim Long, dirigido por Steven Dean Moore, y las estrellas invitadas fueron 'N Sync como sí mismos. En el episodio, Bart se une a una banda solo creada con propósitos comerciales.

## Sinopsis
Todo comienza con Homer, quien desea participar en una maratón para mejorar físicamente. Durante la maratón Homer no aguanta la carrera, pero en su intento de sabotear todo, Bart se suma a la carrera en el trayecto final y gana la competencia. Cuando la acción deshonesta de Bart es descubierta, todos exigen justicia y prefieren hacer daño a Bart. De repente, aparece un auto manejado por un hombre desconocido. Bart opta por ir con dicho sujeto antes de ser muerto por los competidores. 
Tras llevarlo a casa, el extraño revela su identidad como L.T. Smash. L.T le ofrece a Bart una carrera como miembro de una banda llamada "Party Posse". Marge y Homer analizan la opción y están de acuerdo con la idea de Smash. 
Bart acepta, y se convierte en el cuarto miembro de la banda, sumado a Nelson Muntz, Ralph Wiggum y Milhouse Van Houten. Pronto, a Party Posse le hacen algunos arreglos, modificando las voces de los cantantes con un aparato llamado Studio Magic desarrollado por la NASA. Nadie tiene una voz buena como para cantar bien, por lo que el éxito de la banda depende exclusivamente del aparato. Tras estos ajustes, la banda tiene un rotundo éxito a tal punto que los mismos *NSYNC los felicitan por su fama. 
Algunos días después, se saca una nueva canción de Party Posse titulada "Drop da Bomb!" (Tira la bomba), la cual contiene una letra sospechosa, en donde el coro repetía el estribillo "YVAN EHT NIOJ". Lisa cree que el título de la canción es algo extraño, por lo que empieza a investigar. Todo termina en una canción con mensajes subliminales, destinado a reclutar gente para unirse a la Marina, ya que "Yvan Eht Nioj" es "Join the Navy" (enlístate en la Marina) escrito al revés. Lisa no solo descubre que Bart era engañado por la Marina, sino que también se entera de que L.T. Smash es, en realidad, el Teniente Smash (en inglés: Lieutenant Smash). Él le dice que estaba trabajando en reclutar gente para la Marina de los Estados Unidos. Lisa les habla de sus descubrimientos a Marge y a Homer, pero ellos no le hacen caso, ya que opinan que estaba celosa de Bart. 
Los eventos se vuelven más evidentes cuando Party Posse realiza un show en un portaviones, pero nadie, además de Lisa, nota la relación de la banda con la Marina. Cuando la banda está interpretando la primera canción (la cual también contiene mensajes subliminales), L.T. es informado por su superior que la próxima edición de la revista MAD tendría como objetivo destruir el éxito de Party Posse, arruinando todo el poder de reclutamiento del grupo. El superior de L.T. decide terminar con el "Proyecto de la Banda Juvenil", apagando el aparato que modificaba las voces de los niños, exponiendo ante el público las verdaderas voces, que sonaban muy mal, y esto hace que el público abandone el barco.
L.T. se rehúsa a aceptar las acciones de su superior, e intenta llevar el barco portaaviones hacia otro lado. Cuando L.T. completa su tarea, el público que había ido a ver a la banda, asustado, se va del barco. Las únicas personas que quedan a bordo eran los miembros de Party Posse y Homer (quien había estado en el baño todo el tiempo). L.T. lleva el barco hacia la ciudad de Nueva York, para destruir el edificio de la revista MAD. A pesar del intento de *NSYNC para detener a L.T., éste destruye el edificio de MAD con los misiles del barco, pero las acciones del militar solo logran revigorizar a los editores de la revista, quienes sobreviven al ataque. Pronto, L.T. es arrestado, antes que Bart, Nelson, Milhouse y Ralph descubrieran que Party Posse iba a ser famosa tan solo con salir en la portada de MAD.
El episodio termina con los *NSYNC regresando el portaviones a Springfield, quienes recomiendan a que sean parte de la Marina, tomando en cuenta sus logros a tal grado de que el integrante de la banda llamado JC Chasez fue enlistado a la Marina contra su voluntad.

## Producción
Contrariamente a lo que se cree popularmente, 'N Sync no grabó las voces cantadas de Party Posse. Solo proveyeron sus voces normales en los diálogos. Dos miembros de otra banda de Lou Pearlman Natural, grabaron algunas de las voces: Marc Terenzi para Nelson y Michael 'J' Horn para Milhouse.